# Червона Стінка
Черво́на Сті́нка — село в Україні, у Захарівській селищній громаді Роздільнянського району Одеської області. Населення становить 31 осіб.
До 17 липня 2020 року було підпорядковане Захарівському району, який був ліквідований.

## Населення
Згідно з переписом 1989 року населення села становило 69 осіб, з яких 29 чоловіків та 40 жінок.
За переписом населення 2001 року в селі мешкала 31 особа.

### Мова
Розподіл населення за рідною мовою за даними перепису 2001 року:
| Мова       | Відсоток |
| ---------- | -------- |
| українська | 80,65 %  |
| молдовська | 19,35 %  |